# SUPER JUNIOR
SUPER JUNIOR（スーパージュニア、슈퍼주니어）は、2005年11月にデビューしたSMエンタテインメント所属の韓国男性アイドルグループ。略称はSJまたはスジュ。グループカラーはパールサファイアブルー。公式ファンクラブ名は「E.L.F（エルフ）」で「Ever Lasting Friends」の略。

## 概要
イトゥク、ヒチョル、イェソン、シンドン、ソンミン、ウニョク、ドンヘ、シウォン、リョウク、キュヒョンで構成される。グループは2005年にSMエンタテインメントの創設者イ・スマンによって定期的にメンバーが入れ替わる12人組グループとして結成されたが、2006年にキュヒョンが加入後、そのコンセプトは放棄された。彼らの韓流ブームへの顕著な貢献によりメディアによって「韓流の王様」と称されている。
2009年に最も成功を収めたアルバム『SORRY, SORRY』のタイトル曲「SORRY, SORRY」のヒットによって、国際的な知名度を獲得。彼らはグループ内でユニットを結成し、同時に様々な聴衆をターゲットにした。各メンバーは司会、モデル、演技などソロ活動にも積極的に取り組み、万能エンターテイナーとしての地位の確立。他の韓国芸能事務所も追随し、グループに対して音楽分野以外の育成を行うようになった。
SUPER JUNIORは、4年連続で最も売れたK-POPグループとなった。Mnet Asian Music Awardsで13、ゴールデンディスク賞で19の音楽賞を受賞しており、2018年のMTV Asia AwardsではFavorite Artist Koreaを受賞した2番目の歌手グループとなった（1番目は2003年のjtL）。2012年にMTVヨーロッパ・ミュージック・アワードのベスト・アジアン・アクトの候補になった。2015年にはティーン・チョイス・アワードのインターナショナルアーティスト賞とベスト・ファンダム賞を受賞。2017年のアルバム『PLAY』、2018年に発売した『PLAY』のリパッケージ版『REPLAY』、2019年のアルバム『Time Slip』によって台湾のKKBOX韓国アルバムチャートで122週連続で首位を獲得した。

## 経歴

### 2000年 - 2005年:結成とデビュー
2000年、SMエンタテインメントは中国の北京101で初の海外キャスティングオーディションを開催し、3,000人の応募者の中からハンギョンを採用した。同年、イトゥク、イェソン、ウニョクがソウルで行われた同社の年次キャスティングシステムのオーディションを受けて合格。ソンミンとドンヘは、2001年にSM主催のコンテストで共同1位を獲得後、練習生となった。2002年、キボムがカリフォルニア州ロサンゼルスで受けたオーディションに合格。同年、ヒチョルとカンインも事務所オーディションに合格。2003年、スカウトされていたシウォンが練習生となる。2004年、シンドンが練習生となる。リョウクは2005年に開催された第3回CMB青少年ChinChin歌謡で銀賞獲得後、グループデビューのわずか2ヶ月前に練習生となった。
2005年初頭、イ・スマンは年末にデビューするために12人のメンバーからなる男性だけのプロジェクトグループの準備をしていると発表した。このグループのメンバーのほとんどがデビュー前の俳優、司会、モデルとしての経験をもとに選ばれたため、彼はこの歌手グループを「アジアスターの登竜門グループ」と呼んだ。ヒチョルとキボムは当時すでに俳優として確立されており、他のメンバーの殆どはすでにテレビ番組など様々なメディアに出演していた。イは日本の女性グループ・モーニング娘。の世代交代方式に触発されて、メンバーを常に若く保つために新しいグループもメンバーを変更し、毎年選ばれるメンバーが既存のメンバーと置き換わるだろうと語った。この概念はその後、K-POP市場に新たに導入された。歌手以外にも俳優やタレントとして活動するというコンセプトは、日本の男性グループ・SMAPを参考にしている。
しばらくの間、このグループは「Obey the Voice for Each Rhythm」の頭字語である「O.V.E.R」と呼ばれると噂されていた。しかし、グループが現在の名前に落ち着く前に、会社は彼らを単に「Junior」と呼んでいた。これはメンバーが最初にSM練習生になったときのメンバーの若い年齢を表している。メンバーが訓練で様々な才能を披露した後、会社はグループ名を「SUPER JUNIOR 05」に最終決定した。2005年9月11日、Mnetでプレデビューパフォーマンスを披露。ショーケースでは、B2Kの「ake It to the Floor」に合わせて様々なスタイルのヒップホップダンスを披露した。ハンギョン、ウニョク、ドンヘはアッシャーの「Caught Up」に合わせて別のダンスを踊った。しかし、このパフォーマンスはグループ初のテレビドキュメンタリーである「SUPER JUNIOR SHOW」の一部として2005年6月15日に公開されるまで、テレビ放送されなかった。
グループは、2005年11月6日放送のSBSの音楽番組『人気歌謡』で正式にデビューし、最初のシングル曲「Twins」を披露した。12月6日、同タイトル曲を収録したデビュー・アルバム『Super Junior05』を発売。アルバムは約2.8万枚を売り上げ、2005年12月の月間3位を記録した。

### 2006年 - 2007年:「U」、「Don't Don」、商業的成功
2006年2月、デビュー・アルバムからの2番目のプロモーションシングル「Miracle」の活動を開始した。同曲は、タイの音楽チャートで首位を獲得し、国際市場から関心を集めた。その後、彼らは同年3月にタイのパタヤ音楽祭に招待され、これが彼らにとっての初の海外公演となった。「Miracle」の活動が終了すると、SMエンターテインメントはSUPER JUNIORの第2世代にあたる「SUPER JUNIOR 06」の新メンバーの選抜を開始した。同社はグループを卒業するメンバーのリストも作成していたが、2006年に13人目のメンバーであるキュヒョンが加入後、世代交代方式の概念を放棄した。その後、グループは末尾の「05」を除いた単に「SUPER JUNIOR」というグループ名で知られる様になった。
キュヒョン加入後、SUPER JUNIORは2006年5月25日に公式ウェブサイトでシングル「U」を無料で配信発売した。「U」は公開から5時間で40万回ダウンロードを突破し、最終的に170万回ダウンロードを超えてサーバーがダウンした。合計3曲入りの「U」のフィジカルシングルは、6月6日に発売され、最終的に韓国で8.1万枚以上を売り上げた。このシングルは韓国でその年最も人気のある曲の1つとなり、韓国のトップ音楽番組2つで5週連続1位を獲得した。その年の終わりまでに、SUPER JUNIORは5つの音楽授賞式で7個以上の賞を獲得し、第21回ゴールデンディスク賞の最優秀新人賞受賞者3組のうちの1組になった。
2006年末、キュヒョン、リョウク、イェソンはSUPER JUNIOR初のサブグループであるSUPER JUNIOR-K.R.Y.を結成。彼らは、2006年11月5日にKBS「ミュージックバンク」で、テレビドラマ「恋するハイエナ」のテーマソングである初のシングル「一人だけを」を披露した。2007年2月、イトゥク、ヒチョル、カンイン、ソンミン、シンドン、ウニョクはトロットを歌うグループSUPER JUNIOR-Tを結成。彼らは2月23日に最初のシングル「ロクゴ」を発売し、その2日後に「人気歌謡」でデビューパフォーマンスを行った。
SUPER JUNIORの2枚目の公式アルバム「Don't Don」は2006年後半に発売予定だったが、いくつかの偶発的な挫折により、2007年9月20日に発売された。「Don't Don」は批評家からは賛否両論の評価を受けたものの初日で6万枚以上を売り上げ2007年9月の月間チャートで2位を獲得。年末までに16万枚以上を売り上げた。SUPER JUNIORはM.net KM Music Festivalで7つの賞の候補となり、年間最優秀アーティスト賞を含む3つを受賞した。また、第22回ゴールデンディスク賞で年間優秀レコードを含む2つの賞を受賞した。

### 2008年 - 2009年:「SORRY, SORRY」と大ブレイク

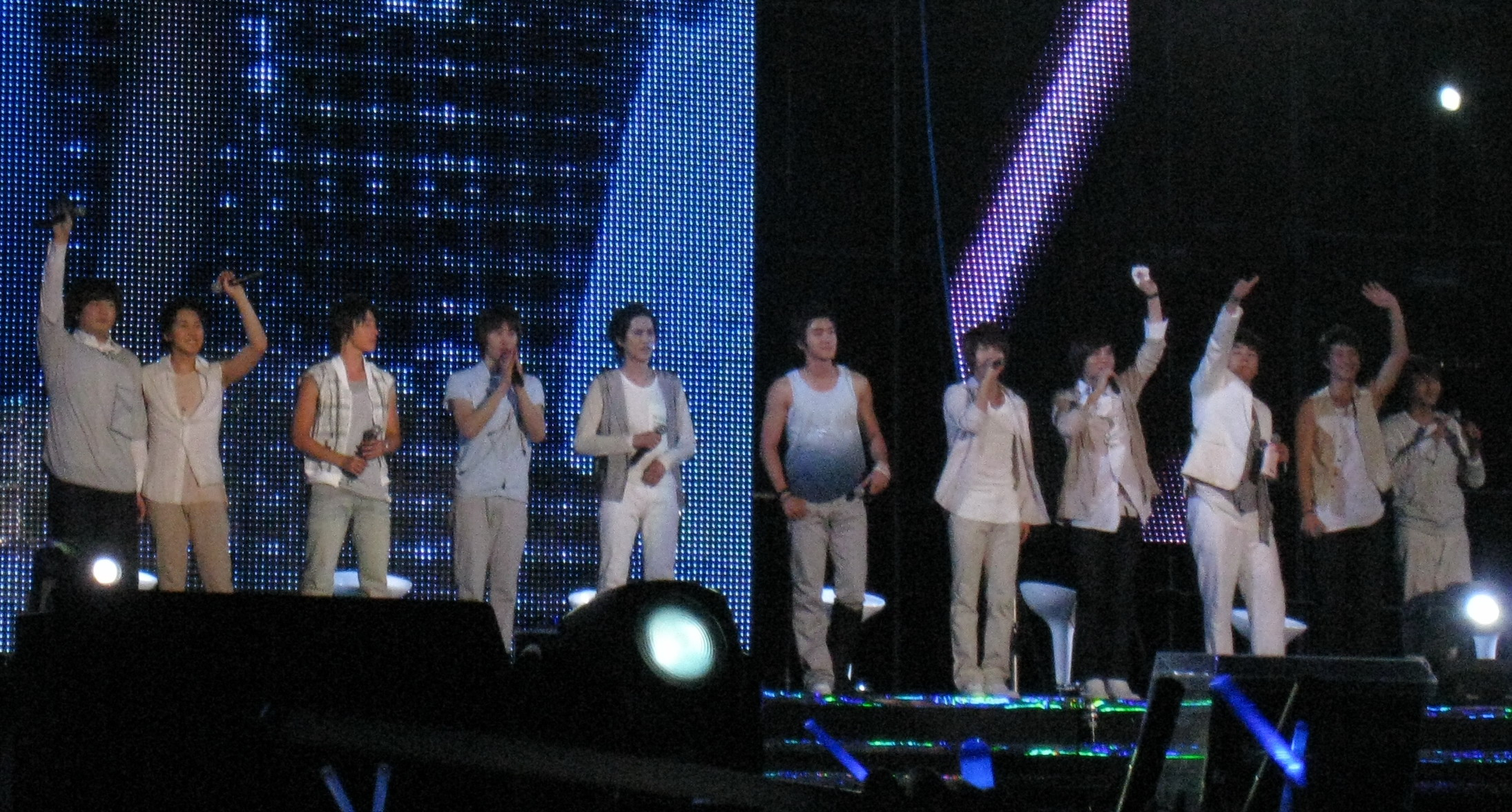
2008年 SMTown LiveでパフォーマンスするSUPER JUNIOR（タイ バンコクにて）

2008年4月、ハンギョン、シウォン、ドンヘ、キュヒョン、リョウク及びSUPER JUNIOR-Mのオリジナル・メンバーヘンリーとチョウミからなるマンドポップユニットを結成。このグループは当初、ファンとマネージメントとの間で不和を引き起こしたが、SUPER JUNIORで最も成功した派生グループとなった。香港で2つのコンサートを完売させ、中国のバラエティ番組に出演すると週間視聴率のトップにたった。また、中国で最も多くのエンドースメントを結んだアイドルグループとなった。彼らは中国の音楽祭で数々の賞を受賞し、シングル「Super Girl」の発売後は批評家からも高評価を獲得し、第21回金曲奨で最優秀ボーカルグループの候補となった。SUPER JUNIOR-Mのデビュー直後に、4番目の派生グループSUPER JUNIOR-Happyが誕生した。メンバーはSUPER JUNIOR-Tにイェソンを加えた5人である。グループはEP「COOKING? COOKING!」を発売。2008年11月、SUPER JUNIOR-Tは日本のお笑いコンビモエヤンとコラボして日本デビューを果たした。「ロクゴ」の日本語版であるシングル「ロクゴdeヤホー!」は、オリコン日間チャートで初登場19位、3日後には2位に上昇した。
2008年2月22日、初のアジアコンサートツアー「SUPER SHOW」をソウルで開始。東京都・日本武道館で2日間のファンミーティングを成功させ、数日間で1.2万枚のチケットを完売させた。グループはイベントを補完するために、限定で日本語版「U」を含むコンピレーションシングル「U/TWINS」を発売した。このシングルはオリコン週間チャートで初のトップ10入りを果たした。
2009年2月12日、3枚目のアルバム「SORRY, SORRY」発売。このアルバムは、ハンテオチャートで初登場1位を獲得し、初日で2.9万枚以上、最終的に韓国で25万枚以上を売り上げた。このアルバムは2009年に韓国で最も売れたアルバムとなった。アルバムは台湾、タイ、中国、フィリピンで最も売れたK-POPアルバムとなり、フィリピンでは初めて音楽チャートで1位を獲得したK-POPアルバムとなった。アルバムのタイトル曲「SORRY, SORRY」はすぐにヒットとなり、韓国では10週連続で1位、台湾では37週1位という新記録を達成. 。同曲は国内外で成功を収め、韓国のグループで最もと売れたシングルとなっている。
「SORRY, SORRY」の成功を受け、2009年7月17日にソウルで2回目のアジアコンサートツアー「SUPER SHOW 2」を開始した。

### 2010年 - 2011年:「BONAMANA」、国際的な認知

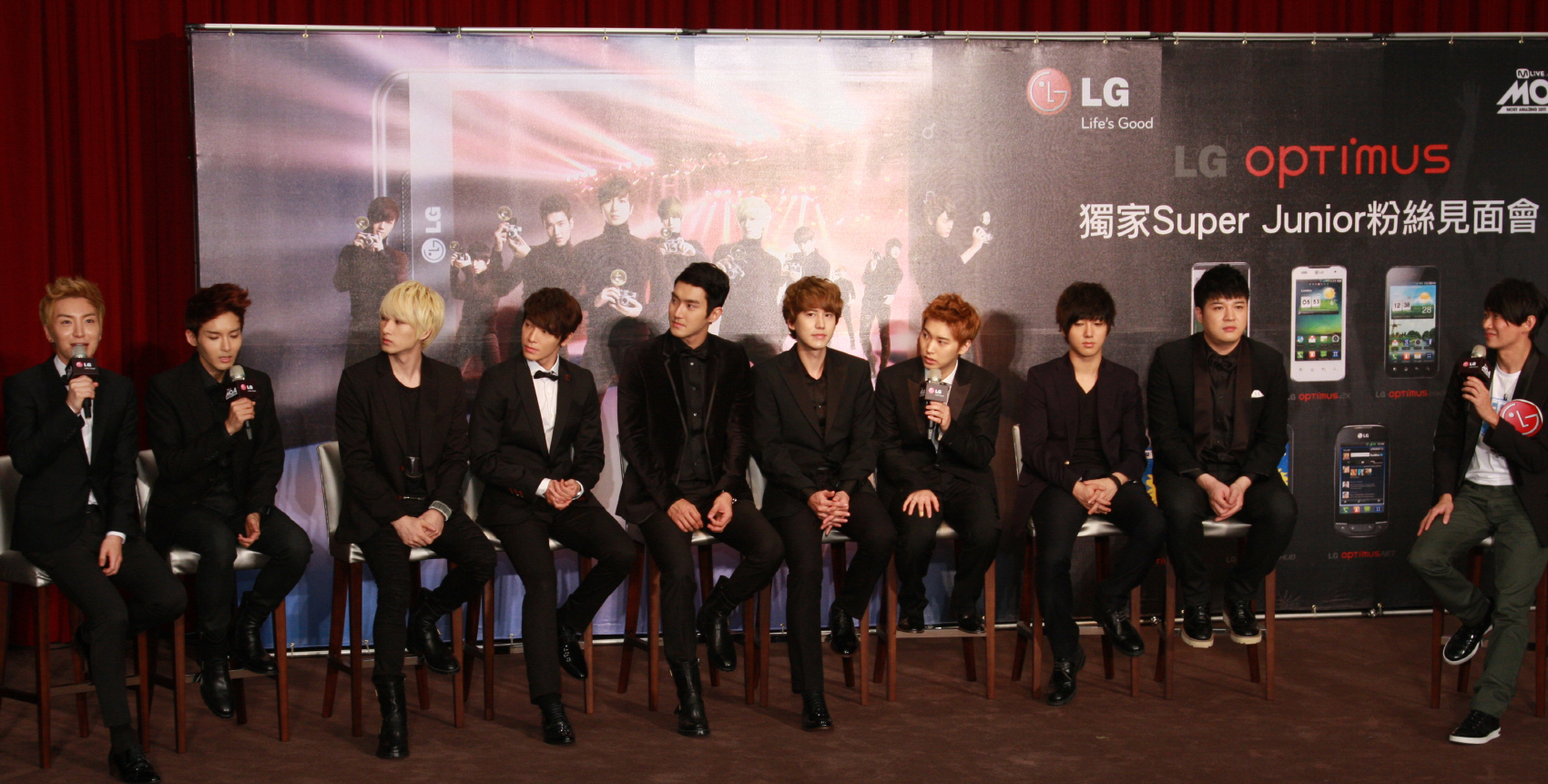
2011年11月、台湾・高雄市で開催されたLG Optimusのイベントに出席したSUPER JUNIOR。

批評的かつ商業的な成功を収めたにも関わらず、グループは法的問題やコンサートツアー中のラインナップの変更に悩まされた。キボムは「SUPER SHOW 2」の広告やプロモーションビデオには出演したが、コンサートツアーには正式に参加せず、俳優としての経歴を追求するためグループからの一時脱退を発表した。カンインは2009年10月に、乗客3人を乗せ駐車中であったタクシーに追突し、飲酒運転とひき逃げの罪で起訴された。同年12月、ハンギュンが契約条項が違法かつ厳しく、自分の権利に反するとしてSMエンタテインメントに対して契約解除を申請した。彼はグループを離れ、2010年7月にソロ・アルバム「Geng Xin」を発売し、51万枚以上を売り上げた。同月、カンインが兵役義務を果たすために活動休止を発表した。
メンバーが10人となったSUPER JUNIORは、2010年5月に4枚目のアルバム「BONAMANA」を発売。このアルバムは、批評的には「SORRY, SORRY」には及ばかなったが、韓国では30万枚以上の売り上げを記録した。台湾の韓日音楽チャートで61週連続首位を獲得し、同チャートにおける自身の記録を更新した。
アルバムの宣伝のため、SUPER JUNIORは2010年と2011年に3枚目のアジアコンサートツアー「SUPER SHOW 3」に乗り出し、各公演のチケットは完売した。2011年2月、ツアーの3D映画「SUPER SHOW 3 3D」を公開。興行収入ランキングで初登場6位を記録し、韓国で最も売れた3D映画となった。日本ツアー後、2011年2月に「SUPER JUNIOR JAPAN LIMITED SPECIAL EDITION -SUPER SHOW3 開催記念盤-」を発売し、日本のタワーレコードオンラインセールスチャートで初登場2位を記録。DVD版も2位、CD版は10位を記録。アルバムも初登場5位を記録し、オリコン日間チャートでは2作連続3位を記録、オリコン週間チャートでは6位となった 。日本での商業的成功を受けて、2011年6月に「BONAMANA」の日本語版を発売し、オリコンチャートでは発売初週に5.9万枚以上の売り上げを記録した。
「SUPER SHOW 3」の公演の間、グループはSMTown Live World Tourに参加し、同事務所の他のアーティストと共にロサンゼルス、パリ、東京都、ニューヨーク市をツアーで周り、初めてアジア以外でパフォーマンスを行った。SUPER JUNIORのパフォーマンスはメディアから好評を博し、韓流の普及に貢献した功績が認められ、韓国の国民的ポップカルチャーアイコンとして文化体育観光部より大韓民国大衆文化芸術賞の文化部長官賞を授与された。彼らはCNNの番組「 Talk Asia」で特集され、彼らの人気と世界の音楽業界への進出戦略について語った 。グループはアジアを超えて知名度を上げ、ヨーロッパ、北米、南米でも注目を集めるようになった。ペルーの「世界で最もセクシーな男性」リストのトップ30にメンバー全員が選出され、スロベニアとイランの雑誌では独占インタビューを受け、ブラジルの韓流ファンによって「ブラジルに来てほしい韓国アーティスト」の1位に選ばれた。メキシコのテレビ局アステカとイギリスのBBCは、SUPER JUNIORが韓流効果の代表的なアイコンであると認めた。

### 2011年 - 2012年:「Mr. Simple」とSUPER SHOW 4
2011年8月3日、5枚目のアルバム「Mr.Simple」を発売し、28万枚以上を売り上げ、韓国のガオンチャートで初登場1位を獲得。このアルバムは4週連続で首位を維持し、2011年10月までに韓国で44.1万枚以上を売り上げた 。Billboard World Chartで最高3位、日本のオリコンチャートでは最高17位を記録し、た。アルバムのタイトル曲「Mr. Simple」は、音楽番組「M COUNTDOWN」でのグループのカムバックパフォーマンス初日に1位を獲得した。2011年9月、ヒチョルが兵役のため、活動休止。2011年11月に初のワールドツアーである「SUPER SHOW 4」に乗り出した。同年12月7日、日本での2枚目のシングル「Mr.Simple」の日本語版を発売したが、SMはこれでもまだ正式な日本のデビュー作とは認めなかった。
SUPER JUNIOR-Mのメンバーであるチョウミとヘンリーと共に、2022年12月13日に発売された「2011 SM Town Winter – The Warmest Gift」に収録された曲「Santa U Are the One」を録音した。同年12月16日にはSUPER JUNIOR-D&Eがデジタル・シングル「Oppa, Oppa」を発売、同日「ミュージックバンク」でパフォーマンスを披露した。
2012年1月11日、大阪府・京セラドーム大阪で開催された第26回ゴールデンディスク賞に出席。人気賞、MSNジャパン賞、音盤部門本賞、音盤部門大賞の4つの賞を獲得した。これに続いて、1月19日に行われたソウル歌謡大賞でも本賞と大賞を受賞した。2月22日、ガオンチャートミュージックアワードで第3四半期の年間最優秀アルバム賞を受賞。Myx Music Award2012では、「Mr.Simple」がFavorite Music Videoを受賞した。
SUPER JUNIORは、2011年11月からソウルから始まり、大阪、シンガポール、マカオ、バンコク、パリ、上海、ジャカルタ、東京など世界10都市で6ヶ月間に渡り開催したワールドツアー「SUPER SHOW 4」を大盛況のうちに幕を閉じた。3回のアジアツアーと「SUPER SHOW 4」を合わせて90万人の観客動員を記録した。

### 2012年 – 2013年:「Sexy, Free & Single」、SUPER SHOW 5
2012年6月、SMエンターテインメントはSUPER JUNIORの6枚目のアルバム「Sexy, Free & Single」でカンインがグループに再参加し、同年7月1日にオンライン、7月4日から店頭でアルバムの発売が開始されると発表した 。7月3日にアルバムのミュージックビデオが公開された。7月16日、ジャケットのみが異なるBバージョンが発売された。8月7日、新曲4つを含むリパッケージアルバム「SPY」を発売。
「Sexy, Free & Single」はオーストラリア、フランス、ペルー、日本を含むいくつかの国のiTunesで上位にランクインし、Billboard World Chartでも3位に入った。韓国のガオンチャートで初登場1位を獲得し、1ヶ月で33.5万枚以上を売り上げた。3週連続でチャート1位を維持し、わずか2ヶ月（7月から8月）で45.9万枚以上を売り上げた。台湾のKKBOX KPOPチャートで数週間に渡り1位を獲得し、アルバム収録曲全てがチャート入りした 。8月22日に日本盤シングルが発売され、11.8万枚以上を売り上げ、日本レコード協会からゴールド認定を受けた。
SUPER JUNIORはMTVヨーロッパ・ミュージック・アワードでベスト・アジア・アクトの候補となり、改めて国際的な人気を証明した 2013年10月、スタイルアイコンアワードでスタイルアイコン賞、11月には第19回大韓民国芸能芸術賞の男性グループ歌手賞を受賞。11月30日、Mnet Asian Music Awardsに出席し、今年のアルバム賞、ベストグローバル男性グループ賞を受賞。彼らの3D映画「SUPER SHOW 4」が国際3D映画祭で芸術作品賞を受賞。第27回ゴールデンディスク賞でゴールドディスク賞を受賞。SUPER JUNIORが同賞を受賞するのはこれで3回目で、2年連続となる。
グループは2013年2月に世界ツアーを行うと発表し、3月にソウルを皮切りに「SUPER SHOW 5」を開始した。その後、中国、日本、南米、北米、ヨーロッパを回った。これは南米ではこれまでで最大のK-POPコンサートツアーとなった。
2013年11月10日、ウニョク、カンイン、シウォン、キュヒョンはオックスフォード大学のオックスフォード・ユニオン討論室で「Super Junior: The Last Man Standing」と題した特別講義を行った。この講義は、オックスフォード大学コリア・ソサエティ（OUKS）、オックスフォード大学アジア太平洋ソサエティ（OUAPS）、オックスフォード・ユニオンによって共催された。

### 2014年 – 2016年:「MAMACITA」、SUPER SHOW 6、「Devil」、「Magic」、Label SJ
2014年8月、SMエンターテインメントは、除隊したイトゥクとヒチョルが活動を再開し、グループの7枚目のアルバム「MAMACITA」が8月29日でオンライン、9月1日に店頭で発売されると発表した。同アルバムはわずか3日間の売り上げで、Billboard World Chartで1位を獲得した。2014年9月からワールドツアー「SUPER SHOW 6」をソウルから開始した。9月19日から21日までソウルの蚕室体育館で成功させ、9月21日には全世界で100回目のコンサートを達成した。SUPER JUNIORは、全世界で100回のコンサートを実現させた初の韓国アーティストとなった。10月27日、「MAMACITA」のりパッケージ版「THIS IS LOVE」を発売。アルバム収録の9曲と再アレンジ「This Is Love (Stage Version)」他3曲の全13曲を収録している。「THIS IS LOVE」はハンテオチャート、シンナラレコードなどのリアルタイムChartで1位を記録した。
2015年7月8日、SMは招集解除されたイェソンがスペシャルアルバム「Devil」で活動に復帰し、アルバムが7月16日に発売されると発表した。このアルバムは、2015年の週間で最も売れたアルバムとなった。7月11日・12日にソウルで開催されたアンコールコンサート「SUPER SHOW 6」でタイトル曲「Devil」、「We Can」、「Don't Wake Me Up」、「Alright」などアルバムから4曲を初披露した。8月16日、アメリカのティーン・チョイス・アワードで最高海外アーティスト賞とベスト・ファンダム賞を受賞した 。2日後、2009年から活動休止中であったキボムがInstagramを通じてSMエンターテインメント及びSUPER JUNIORからの脱退を発表した。2021年1月24日、キボムはヒチョルとのYouTubeのコーナーで脱退の本当の理由を明かし、グループへの参加に対する恥ずかしさと自傷行為への欲求を挙げた。
2015年9月10日、SMはグループが10周年記念スペシャルアルバムのパート2「MAGIC」を9月16日に発売すると発表。このアルバムは、グループを愛し、サポートしてくれたファンに感謝するために計画されたのもので、以前発売された10曲が含まれている。このアルバムはウニョク、ドンヘ、シウォンが兵役に行く前に発売された最後のアルバムであり、ウニョクは10月13日に現役入隊、ドンヘは10月15日、シウォンは11月19日に義務警察として入隊した。
デビュー10周年にあたる2015年11月6日、SMはSUPER JUNIORが独自のレーベル運営を行う「Label SJ」の設立を発表した。SMは「SUPER JUNIORを心から応援し、理想的なグループ運営体制を提供するためにLabel SJを設立した」と明らかにした。新レーベルはSM参加となるが、SUPER JUNIORのマネジメント、アルバム制作、グループ、ユニット、個人活動全てを独立して全面的に担当する。2016年10月11日、リョウクが現役で入隊し、続いてキュヒョンも2017年5月25日に社会服務要員として入隊した。

### 2017年 – 2018年:「PLAY」、「One More Time」、SUPER SHOW 7
2017年9月27日、SUPER JUNIORはウェブサイトで、12周年記念日である11月6日までのカウントダウンと開始。兵役中のリョウクとキュヒョンが参加しない8枚名のアルバムのカムバック日として発表した。10月9日、アイドルグループのアルバム制作過程を取り上げたリアリティ番組「SJ Returns – Super Junior Real Comeback Story」が放送開始。10月30日、「One More Chance」のミュージックビデオが先行公開された。10月31日、SUPER JUNIORの運営会社Label SJは、シウォンが飼い犬による死亡事故による影響で、アルバムの宣伝活動を休止すると発表した。
2017年11月6日にSUPER JUNIORは記者会見を開き、同日発売した8枚目のアルバム「PLAY」について語った。「PLAY」という言葉は、「音楽を再生する」と「興奮して遊ぶ」の2つの意味を持つと説明した。アルバムはリードシングル「Black Suit」を含む全10曲で構成される。同日、「Black Suit」のミュージックビデオが公開されると、24時間で300万回の再生回数を記録した。12月11日、日本のシングルアルバム「On and On」を発売。2017年12月、ワールドツアー「SUPER SHOW 7」に乗り出した。
2018年4月12日、「PLAY」のりパッケージアルバム「Replay」が発売されることが発表された。リードシングル「Lo Siento」のミュージックビデオが同日公開された。韓国語、スペイン語、英語で歌われている「トロピカル傾向のあるトリリンガルダンストラック」と説明された。グラミー賞受賞歴のあるプロデューサーPlay-N-Skillzによってプロデュースされ、アメリカ生まれのヒスパニック系歌手レスリー・グレイスがフィーチャーされている。「Lo Siento」はBillboardのラテン・デジタルソング・セールスチャートで初登場13位を記録し、SUPER JUNIORはこのチャートに初めて登場したK-POPアーティストとなった。2018年7月10日、リョウクが兵役を終えた。彼の除隊の様子は、済州島で撮影された「スーパーTV」の特別エピソードで放映された。
2018年8月末、9月2日にジャカルタで開催される2018年アジア競技大会の閉会式に出演することが発表された。ヒチョルは健康上の問題で公演を欠席し、メンバー7人のみの出演となった。10月8日、スペシャルEP「One More Time」を発売し、同名のリードシングルではメキシコのバンドReikと7月10日に除隊後初のグループレコーディングに参加したリョウクをフィーチャーした。シングル「One More Time」はBillboardのラテン・デジタルソング・セールスチャートで18位、ラテン・ポップ・デジタルソング・セールスチャートで5位に初登場した。ワールド・デジタルソング・セールスチャートでは初登場4位を記録。

### 2019年 – 2021年: カンインの脱退、「Time Slip」、SUPER SHOW 8、デビュー15周年、「The Renaissance」
2019年5月7日、キュヒョンが兵役を終え、これでメンバー全員の兵役が終了した。7月11日、カンインはSUPER JUNIORを自主的に脱退したが、SM及びLabel SJとの契約は維持する予定である。2019年7月12日、ジェッダ・シーズン・フェスティバルの一環としてキング・アブドラ・スポーツ・シティで「SUPER SHOW 7」を開催し、サウジアラビアで単独コンサートを開催した初のアジア人及びK-POPアーティストとなった。サブユニットSUPER JUNIOR-K.R.Y.とSUPER JUNIOR-D&Eも7月13日のフェスティバルに出演した。
2019年10月14日、9枚目のアルバム「Time Slip」を発売したが、その間ソンミンはグループ外で個人活動を行うことになり、グループは9人編成で活動した。また、レーベル仲間であるソルリの死により、彼らは一時的に公演と宣伝活動を停止した。このアルバムはプレリリースシングル「Show」、「Somebody New」、「The Crown」、「I Think I」とリードシングル「Super Clap」によって構成される。10月20日、音楽番組「人気歌謡」に出演し、リードシングル「Super Clap」を披露し、活動を再開した。しかし、ヒチョルは健康上の理由により活動に参加しなかった。このアルバムは、「M COUNTDOWN」と「ミュージックバンク」で1位を獲得した。2019年12月12日、アルバムはプラチナ認定を受けた。
2020年1月29日、日本で2枚目のミニアルバム「I THINK U」を発売し、すぐにオリコン日間チャートで1位に浮上した。2020年5月、グループがオンラインライブ・コンサートのヘッドライナーを務めることが発表された。これは、世界初のハイテクオンライン専用ライブ・コンサートシリーズ「Beyond LIVE」の一環として、SMエンターテインメントとNAVERが共催する6回目のコンサートである。新型コロナウイルス感染症の影響により、2020年に国内外で開催された「SUPER SHOW 8」のいくつかの公演が中止になった後、グループにとって初めてのコンサートであり、デビュー15周年を記念する2020年の活動プロジェクトの一環として開催された。コンサートは5月31日に開催され、世界中で12万3,000人以上に視聴された。コンサートの収入は、600億ウォン以上と推定される。コンサート終了後、メインのコンサート映像と個々のメンバーのV LIVEで合計28億以上のハートを受け取ったが、これはBeyond Liveシリーズ内の6つのコンサートの中で最高記録となった。更にコンサート中、SNSでハッシュタグ「#SUPERJUNIOR_BeyondLIVE」がアジア、南米、中東に至る世界12の国と地域でトレンド1位を獲得した。公演ではSUPER JUNIORはグループとサブユニットの曲を披露した。その中で、SUPER JUNIOR-K.R.Y.の新未発表曲「Home」が初めて披露された。この曲は、2020年6月8日に発売された。
2020年12月、10枚目のアルバム「The Renaissance」を発売予定であった。同年11月6日、グループの15周年を記念してプレリリースシングル「The Melody」が発売された。同月、アメリカに拠点を置く大手エージェンシーICMパートナーズと、アジア以外の他の地域の代理人契約を結んだ。12月10日、アルバムの品質向上のため、アルバムの発売を2021年1月に延期することが発表された。一方、12月12日、The Fact Music Awardsでアルバムからの新しい未発表シングルを発表した。2021年1月8日、アルバムの発売日が2月16日になることが発表された。しかし、2月になると発売日が3月16日に再延期となったことが発表された。
グループは結成15周年を記念して、2021年1月27日に日本語コンピレーションアルバム「Star」を発売した。収録曲中、新曲は「Star」と「Coming Home」の2曲である。アルバムは好評を博し、オリコン週間チャートで最高5位を記録した。

### 2022年–現在：「The Road」、SUPER SHOW 9、ドキュメンタリー
2022年2月28日、スペシャルシングルアルバム「The Road: Winter for Spring」を発売。同年7月12日、11枚目のアルバム「The Road」の第1弾「The Road: Keep on Going」を発売。アルバムの発売に先立って9回目のコンサートツアー「SUPER SHOW 9:The Road」をソウルから開始した。アルバムの第2弾「The Road: Celebration」は12月15日に発売された。。
2022年12月27日、11枚目のアルバム「The Road」を2023年1月6日に発売すると発表した。このアルバムは、「The Road: Winter for Spring」、「The Road: Keep on Going」、「The Road: Celebration」を含む以前の3つのアルバムリリースからの曲が含まれている。
2021年1月18日、Disney+で音楽ドキュメンタリー「SUPER JUNIOR : THE LAST MAN STANDING」が公開された。このドキュメンタリーは、グループの歴史を示し、メンバーがドキュメンタリーを通じて自分の内なる思考や感情を共有した。
イトゥク、シンドン、シウォンによって結成された6番目のサブグループSUPER JUNIOR-L.S.S.は、2022年11月30日と12月1日に日本で初のファンミーティングを開催。このサブグループは、2023年7月5日に日本オリジナル曲「シャッターを閉めろ」を発売。
2023年11月4日、グループ結成18周年を記念してファンミーティングを開催。このイベントには、グループで現在活動するメンバー9人全員が出演し、世界中の視聴者に向けてライブストリーミングされた。

## メンバー
現在、SUPER JUNIORはイトゥク、ヒチョル、イェソン、シンドン、ウニョク、シウォン、ドンヘ、リョウク、キュヒョンの9人のメンバーで活動している。2009年、ハンギョンが所属事務所SMエンターテインメントに対して契約解除を求める訴訟を起こし、グループを脱退。その後、彼は2010年12月に勝訴したが、グループからの脱退は2011年9月27日にSMから声明が出されるまで正式には発表されなかった。キボムは2015年8月18日、自身のSNSを通じてSMエンターテインメントとの契約終了とグループ脱退を発表。2019年7月、カンインはSMエンターテインメントとの契約は維持するものの、SUPER JUNIORを脱退することがLabel SJによって発表された。
メンバー全員が2011年9月から2019年5月までの間に兵役を終えた。ヒチョル、イトゥク、イェソン、シンドン、ソンミン、ウニョク、ドンヘ、シウォン、リョウク、キュヒョンの順で入隊した。
2023年7月14日、ドンヘ、ウニョク、キュヒョンがSMとの契約を更新しないと決定したと発表されたが、SUPER JUNIORのメンバーとしての活動は継続する予定である。
2025年4月30日、ソンミンがSMエンタテインメントとの専属契約を終了したことが発表された(その後は活動休止中)。
| 現メンバー | 現メンバー | 現メンバー | 現メンバー | 現メンバー       | 現メンバー | 現メンバー | 現メンバー     | 現メンバー             | 現メンバー     | 現メンバー                                   |
| 芸名       | 芸名       | 芸名       | 芸名       | 本名             | 本名       | 本名       | 本名           | 生年月日               | 国籍           | ポジション                                   |
| 日本語     | ハングル   | 漢字       | 英語       | 日本語           | ハングル   | 漢字       | 英語           | 生年月日               | 国籍           | ポジション                                   |
| ---------- | ---------- | ---------- | ---------- | ---------------- | ---------- | ---------- | -------------- | ---------------------- | -------------- | -------------------------------------------- |
| イトゥク   | 이특       | 利特       | Lee-Teuk   | パク・ジョンス   | 박정수     | 朴正洙     | Park Jung-Soo  | 1983年7月1日（42歳）   | 大韓民国       | リーダー サブボーカル サブラッパー           |
| ヒチョル   | 희철       | 希澈       | Hee-Chul   | キム・ヒチョル   | 김희철     | 金希澈     | Kim Hee-Chul   | 1983年7月10日（42歳）  | 大韓民国       | サブボーカル サブラッパー                    |
| イェソン   | 예성       | 藝聲       | Ye-Sung    | キム・ガンフン   | 김강훈     | 金康熏     | Kim Kang-Hoon  | 1984年8月24日（40歳）  | 大韓民国       | メインボーカル                               |
| シンドン   | 신동       | 神童       | Shin-Dong  | シン・ドンヒ     | 신동희     | 申東熙     | Shin Dong-Hee  | 1985年9月28日（39歳）  | 大韓民国       | メインダンサー サブラッパー サブボーカル     |
| ウニョク   | 은혁       | 銀赫       | Eun-Hyuk   | イ・ヒョクチェ   | 이혁재     | 李赫宰     | Lee Hyuk-Jae   | 1986年4月4日（39歳）   | 大韓民国       | メインラッパー メインダンサー サブボーカル   |
| ドンヘ     | 동해       | 東海       | Dong-Hae   | イ・ドンヘ       | 이동해     | 李東海     | Lee Dong-Hae   | 1986年10月15日（38歳） | 大韓民国       | リードボーカル リードラッパー リードダンサー |
| シウォン   | 시원       | 始源       | Si-Won     | チェ・シウォン   | 최시원     | 崔始源     | Choi Si-Won    | 1987年2月10日（38歳）  | 大韓民国       | センター サブボーカル                        |
| リョウク   | 려욱       | 厲旭       | Ryeo-Wook  | キム・リョウク   | 김려욱     | 金厲旭     | Kim Ryeo-Wook  | 1987年6月21日（38歳）  | 大韓民国       | メインボーカル                               |
| キュヒョン | 규현       | 圭賢       | Kyu-Hyun   | チョ・キュヒョン | 조규현     | 曺圭賢     | Cho Kyu-Hyun   | 1988年2月3日（37歳）   | 大韓民国       | メインボーカル                               |
| ソンミン   | 성민       | 晟敏       | Sung-Min   | イ・ソンミン     | 이성민     | 李晟敏     | Lee Sung-Min   | 1986年1月1日（39歳）   | 大韓民国       | リードボーカル                               |
| 旧メンバー |            |            |            |                  |            |            |                |                        |                |                                              |
| ハンギョン | 한경       | 韓庚       | Hankyung   | ハン・グン       | 한긍       | 韓庚       | Han-Geng       | 1984年2月9日（41歳）   | 中華人民共和国 | メインダンサー サブボーカル                  |
| キボム     | 기범       | 起範       | Ki-Bum     | キム・キボム     | 김기범     | 金起範     | Kim Ki-Bum     | 1987年8月21日（37歳）  | アメリカ合衆国 | サブラッパー                                 |
| カンイン   | 강인       | 強仁       | Kang-In    | キム・ヨンウン   | 김영운     | 金英雲     | Kim Young-Woon | 1985年1月17日（40歳）  | 大韓民国       | サブボーカル                                 |

## 略歴
2000年 - 2005年 ： 結成・デビュー
- 2000年、イトゥク、ウニョクが事務所オーディションに合格。
- 2001年、海外オーディションが北京で開催され、3000人の応募者の中からハンギョンが選抜。イェソンがSM青少年ベスト選抜大会歌唱部門1位で合格。ソンミンがSM青少年ベスト選抜大会で外見部門1位で合格。ドンヘはSM青少年ベスト選抜大会外見部門1位で合格。
- 2002年、カンインがSM青少年ベスト選抜大会外見部門1位で合格。またキボムがSMアメリカ地域ベスト選抜大会外見部門で合格。同年、ヒチョルが事務所オーディションに合格し、翌年入所。
- 2003年、スカウトされていたシウォンがオーディションを受け合格。
- 2005年、シンドンがSM青少年ベスト選抜大会・ギャグ部門1位で合格。その後スーパージュニアがデビューする２カ月前にリョウクが入所。

練習生時代、ソンミンとウニョクはJYJのジュンスとグループを組み、デビュー寸前であった。ヒチョルとカンインは、東方神起のユンホとJYJのジェジュンとグループを組んでいた。またイトゥクとドンヘも同じグループになり、デビューに向けてレッスンに励んでいた。しかし、東方神起のデビューにより各グループが解体し、デビューは白紙になった。2005年初め、プロデューサーのイ・スマンが12人組のボーイズグループを年末にデビューさせるために準備していることを明かし、同年11月6日、SBS音楽番組『人気歌謡』に出演し、最初のシングル曲「Twins」でデビューを飾った。12月5日に同タイトルを収録した第1集『Super Junior05』をSuper Junior05名義で発売した。
当初はメンバーを定期的に入れ替える、ローテンショングループの予定で、12人のオリジナルメンバーは、スーパージュニアの第1世代とされていた。デビュー時のグループ名が「Super Junior05」であるのは、スーパージュニアの2005年時の所属メンバーという意味を表すためである。スーパージュニアの活動を経て、それぞれのメンバーが歌手・俳優・MC・モデル・DJなど幅広い分野に飛び立ち活躍できるようにという「アジアスターの登竜門グループ」というコンセプトがあった。。
2006年 - 2008年： キュヒョン加入と第2集『Don't Don』
Super Junior05は、デビューアルバムの収録曲『Miracle』で引き続き活動を行った。『Miracle』の活動終了後、SMエンタテインメント（以下SM）は、スーパージュニアの第2世代として、「Super Junior06」の新メンバーの選考を開始し、SM側はグループから卒業させるメンバーのリストまで作っていたが、メンバーの入れ替えを望まないファンの声が多くあがった。そこでSMは、13人目の新メンバーを加えると発表した時点で当初の計画を変更し、次世代のスーパージュニアを作るプロジェクトを中止した。2006年6月6日のシングル『U』リリース時からグループ名の“05”が消され、以後“SUPER JUNIOR”として活動している。そして、『U』の活動から13人目のメンバーとしてキュヒョンが加入した。
イトゥクは当時について「スーパージュニアは、しばらくの期間活動した後解散し、それぞれ各自の道に進むプロジェクトグループの予定だった。だからメンバーはどんな活動も『このメンバーで一緒に活動できるのはこれが最後だ』という気持ちで臨んでいた」と語った。ウニョクもこのコンセプトについて、後輩グループのSHINeeがスーパージュニアのメンバーになっていたかも知れないと冗談混じりに語っている。
2006年6月25日放送のSBS 『人気歌謡』で、グループは『U』で初の音楽番組１位を獲得した。
2007年9月には、2枚目のアルバム『Don't Don』を発売。売上枚数は約19万枚を記録した。
また、ユニットグループSUPER JUNIOR-K.R.Y.（2006年）、SUPER JUNIOR-T（2007年）、SUPER JUNIOR-M（2008年）、SUPER JUNIOR-Happy（2008年）が誕生。SUPER JUNIOR-Tは日本のお笑い芸人モエヤンとコラボし、日本での活動も行った。2008年2月、自身初の単独ツアー『SUPER SHOW』を開催。
日本では、2008年7月8日に日本武道館で初の単独イベントを開催し、翌日にシングル『U』を発売した。
2009年： 第3集『SORRY, SORRY』でブレイク
3枚目のアルバム『SORRY, SORRY』を3月に発売。予約時で15万枚の注文があり、売上枚数は最終的に25万枚を超えた。
タイトル曲「SORRY, SORRY」は『ミュージックバンク』で3週連続1位、2ヶ月連続で月間1位を獲得。『SORRY, SORRY』のダンスカバー動画が流行し、ゴールデンディスクアワードで大賞を受賞するなど大ヒットを記録し、スーパージュニアの代表曲となった。
しかし、キボムが俳優活動に専念するためグループ活動から離れ、ハンギョンは所属事務所に対して裁判を起こし中国へ帰国。さらにカンインが不祥事のため活動自粛に追い込まれ、グループの問題に悩まされる時期であった。
2010年： 第4集『美人 (BONAMANA)』、13人体制の終わり
活動自粛のカンインを除き、10人体制となったSUPER JUNIORは、5月に4枚目のアルバム『美人 (BONAMANA)』を発売し、2010年度アルバム最多売上を記録した。しかし、2010年度ゴールデンディスク大賞を逃した。これを受け中国のファンが協力し、一億ウォン相当の純金製の盾をプレゼントした。この盾は後に中国に寄付された。
2011年： 第5集『Mr.Simple』と日本デビュー
2011年2月、日本でSUPER SHOW を初開催。2011年6月、日本1stシングル『美人(BONAMANA)』を発売し、正式に日本デビュー。オリコン週間ランキングで初登場2位を記録した。2011年8月、第5集『Mr.Simple』を発売し、売上枚数は50万枚超を記録。この記録は東方神起の『MIROTIC』（2008年）以来であった。発売から間もなくして9月にヒチョルが入隊。11月からワールドツアーSUPER SHOW 4がスタートし、5番目のユニットSUPER JUNIOR-D&Eが結成された。
12月には京セラドームでSUPER SHOW 4を開催し、自身初のドーム公演を達成した。
2012年 - 2013年： 第6集『Sexy, Free & Single』と東京ドーム公演
4月にカンインが除隊。5月、東京ドームにて「SUPER SHOW 4」を開催し、初の東京ドーム公演を達成した。
7月、6枚目のアルバム『Sexy, Free & Single』を発売。10月にはリーダーのイトゥクが入隊し、翌年5月にはイェソンが入隊。2013年は正規アルバムの発売はなかったが、7月に日本1stアルバム『Hero』を発売。オリコン週間ランキングで初登場2位を記録した。また、ライブツアー「SUPER SHOW 5」を開催。ヒチョルは8月に除隊し、途中から合流した。
2014年 - 2015年 ： 第7集『MAMACITA』、デビュー10周年

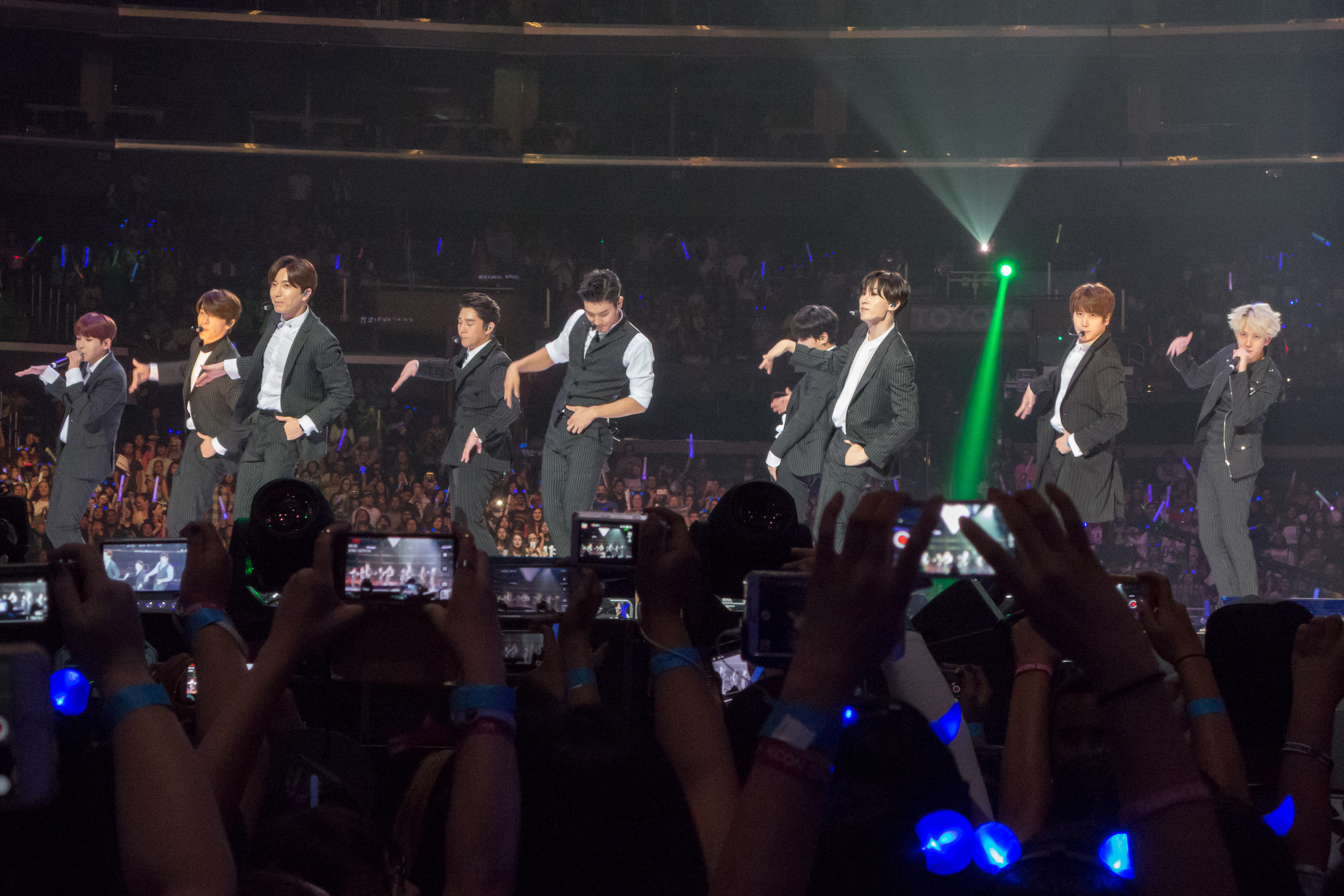
KCON 2015 LA公演（2015年）

2014年7月にイトゥクが除隊し、9月に7枚目のアルバム『MAMACITA』を発売。2年2ヶ月ぶりのカムバックとなった。続いて「SUPER SHOW 6」を開催し、2014年9月21日公演で通算100回公演を達成。
同ツアー中の12月13日、ソンミンが結婚。
SUPER SHOW 6では、初の福岡ヤフオクドームでの公演を行った。2015年3月、シンドンとソンミンが入隊。
5月にはイェソンが除隊し、9人体制でデビュー10周年を記念したスペシャルアルバム『Devil』を発売。10月にウニョクとドンヘが入隊し、続いて11月にシウォンが入隊。
2017年 ： 第8集『PLAY』、カムバック
シウォン、ドンへ、ウニョクの除隊後、10周年スペシャルアルバムから2年2ヶ月ぶりのカムバックとなる。ただし、愛犬による隣人死亡事故の影響を受けシウォンは不参加。
2019年 ：第9集『Time_Slip』完全体でカムバック
2017年5月に入隊したキュヒョンが2019年5月に除隊し、SUPER JUNIORメンバー全員が兵役を終えた（リョウクは2016年10月に入隊し、2018年7月に除隊した）。7月11日、カンインがグループを脱退する意志を表明した。

## 特色・エピソード
バラエティアイドル
歌って踊るアイドルというよりも、“バラエティアイドル”としての側面が強いグループである。SMエンタテインメント内でも、グループ・個人問わずバラエティ番組に多く出演しており、第3集『SORRY, SORRY』がヒットするまで、バラエティ番組やラジオで積極的に活動し、知名度向上に努めていた。ブレイク後もバラエティ番組への出演を続け、イトゥク・シンドン・ウニョクが固定レギュラーを務めたSBS『強心臓（강심장）』、キュヒョンのMBC『黄金漁場－ラジオスター』、ヒチョルがレギュラーを務める『知ってるお兄さん（아는 형님）』など韓国の有名番組へ積極的に出演している。ラジオの冠番組もあり、常にメンバーのうち一人はバラエティ番組のレギュラーを持っている状態である。
また場所を問わず、仮装・女装を披露することが多いグループである。少女時代、ガイン、キム・ヒョナ、アナと雪の女王のエルサ等枚挙にいとまがない。2013年4月、SUPER SHOW 5公演を終え帰国した際には、仁川国際空港でアベンジャーズの仮装を披露。また同年11月6日には、SUPERSHOW5公演のため出国した際にはデビュー8周年を記念し、仁川（インチョン）空港で、オンラインゲーム『LEAGUE of LEGEND』のキャラクターや『レオン』のマチルダなどの女装を披露した。
SUPER SHOW
グループ単独のコンサートツアー『SUPER SHOW』がある。通称『スパショ』。2008年から定期的に行われている同ツアーは、2022年に9回目を迎え、アジアや欧米など世界の様々な地域で開催されている。
基本的に正規アルバムの発売後、その楽曲を中心にステージ構成がなされ、約1年かけて行われる。
開催地域によって一部曲が変更されるが、基本的に同じセットリスト、ステージ構成で行われる。2011年に京セラドーム、2012年には東京ドームで開催し、2014年まで3年連続東京ドーム公演を開催。2014年にはヤフオクドーム(現PayPayドーム)にて追加公演が行われ、3大ドーム公演を達成した。東京ドーム公演は2015年開催の「SUPER SHOW 6」、2018年開催の「SUPER SHOW 7」でも行われている。また、2020年1月の「SUPER SHOW 8」マカオ公演で、ワールドツアー累積公演数150回を突破した。

日本での活動
同事務所所属のBoA・東方神起・SHINee・少女時代と比較すると、積極的に日本活動を行っていない。2008年に日本武道館、2009年に東京国際フォーラムでイベントは行われていたが、SUPER SHOW日本公演が初開催されたのは2011年のSUPER SHOW 3である。
SUPER JUNIOR全体で日本メディアに露出することは少なく、コンサートやイベント時のインタビューで朝の情報番組等にVTR出演する程度であり、来日はSUPER SHOW・ファンクラブイベント・SMTOWN公演が主である。しかし、個人やユニットでは日本メディアに度々出演しており、個々でジャパンツアーも開催している。

挨拶
SUPER JUNIORには定番の挨拶がある。メンバー全員が「우리는수퍼주니어예요！（ウリヌンシュポジュニオエヨ！＝僕たちはスーパージュニアです。）」と言いながら、片方の手のひらを体の前に突き出す動作をする。TV出演時や記者会見など、どこでも必ずこの挨拶は行われる。またライブやイベント等でファンがいる場合は、会場にいるファンが「우리는엘프에요！（ウリヌンエルプエヨ！＝私たちはELFです。）」と返すのがお約束である。日本の場合は、メンバーがまず日本語で「僕たちはスーパージュニアです。」と言い、次に朝鮮語で「우리는 슈퍼주니어예요！」と言った後に、日本人ファンが朝鮮語で「우리는 엘프에요！」と返すようになっている。
交通事故
2007年4月19日未明、KBSラジオ「Super Junior KISS THE RADIO」の収録後、銅省大橋方向へオリンピック大路を走行中、イトゥク、シンドン、ウニョク、キュヒョン、マネージャーが乗った車が横転。
シンドン、ウニョク、マネージャーは軽傷で済んだが、イトゥクは背中に150針、頭に30針縫う重傷だった。なかでもキュヒョンは肋骨と骨盤を折る重傷で、一時意識不明の重体であった。
当時についてイトゥクは、「運転していたマネージャーはパニック状態を起こし、道路の真ん中に膝をついて絶叫していた。メンバーの安否を確認するも、シンドンとウニョクの返事しかなく、キュヒョンは車から20,30メートルも離れた所に投げ出されており、駆けつけたウニョクが懸命に声をかけるも、キュヒョンはずっとうなされていた。事故現場に居合わせた記者はカメラを構えるばかりで、結局偶然通りがかった神話のマネージャーが救急車を呼び搬送された」と語っている。キュヒョンは4日後に目を覚まし、第2集の活動から復帰した。

2006年8月10日、メンバーのドンヘの父の葬儀の帰りに交通事故に遭い、ヒチョルは左足大腿部と両足首を骨折。その後、何度も手術を受けている状況である。最後の診察では医師に激しいダンスは危険だと診断されており、調子の悪いときには強い痛みもあるという。本人は、ステージに上がってうまく踊れなかったり、痛みが出たり、またメンバーやファンをがっかりさせるのではないかというプレッシャーと申し訳なさで萎縮してしまうため、振り付けの変更や曲の最後に出演するなど構成を変更してグループでの音楽活動に参加してきた。しかし、2018年10月8日にリリースされたミニアルバム『One More Time』ではMV出演のみでプロモーション活動には参加しなかったため、誤解や誤報などが増えてしまい「メンバーに迷惑をかけたくない」とヒチョルは今後SUPER JUNIORの音楽活動には参加しないことを表明したがその後、Label SJは2020年3月の声明で、ヒチョルはステージには出演できないかも知れないが、SUPER JUNIORのアルバムやその他のコンテンツにレコーディングで参加し、ジャケット写真撮影やミュージックビデオ撮影などの活動にも参加していると認めた。

## 作品

### 韓国での作品

#### アルバム
- 第1集『Super Junior05』（2005年12月5日）
- 第2集『Don't Don』（2007年9月20日）
- 第3集『SORRY, SORRY』（2009年3月12日）
- 第4集『미인아 (BONAMANA)』（2010年5月13日）
- 第5集『Mr. Simple』（2011年8月3日）
- 第6集『Sexy, Free & Single』（2012年7月4日）
- 第7集『MAMACITA』（2014年9月1日）
- スペシャルアルバム『Devil』（2015年7月16日）
- 第8集『PLAY』(2017年11月6日)
- 第9集『Time Slip』(2019年10月14日)
- 第10集『The Renaissance』(2021年3月16日)
- 第11集vol.1『The Road : Keep on Going』(2022年7月12日)
- 第11集vol.2『The Road : Celebration』(2022年12月15日)
- 第12集『Super Junior25』（2025年7月8日）

#### シングル
- 『U』（韓国版）（2006年6月7日）
- 『U』（台湾版）（2007年3月29日）
  - 2007年6月、台湾・台北で開かれる中華圏最大の音楽祭「第18回金曲奨（ゴールデンメロディアワーズ）」に受賞ゲストのため参加することが決まる。これを記念して2007年6月15日に中国語で収録された「U」の特別盤を現地台湾で発売。原曲のパート割通りに歌われている。後に発売される中国語で歌ったSuper Junior-Mのアルバム『Me（迷）』の中の「U」とは歌詞の内容が異なる。

#### コンサートアルバム
- 『SUPER JUNIOR The 1st ASIA TOUR CONCERT ALBUM SUPER SHOW』（2008年5月24日）
- 『SUPER JUNIOR The 2nd ASIA TOUR CONCERT ALBUM SUPER SHOW 2』（2009年）
- 『SUPER JUNIOR The 3rd ASIA TOUR CONCERT ALBUM SUPER SHOW 3』（2011年）
- 『SUPER JUNIOR WORLD TOUR ALBUM SUPER SHOW 4』（2013年）
- 『SUPER JUNIOR WORLD TOUR ALBUM SUPER SHOW 5』（2015年）
- 『SUPER JUNIOR WORLD TOUR ALBUM SUPER SHOW 6』（2015年）

#### Blu-ray/DVD
- SUPER JUNIOR THE 1ST ASIA TOUR SUPER SHOW （2008年9月30日）
- SUPER JUNIOR THE 2ND ASIA TOUR SUPER SHOW 2 （2010年11月8日）
- SUPER JUNIOR THE 3RD ASIA TOUR SUPER SHOW 3 （2011年12月27日）
- SUPER JUNIOR WORLD TOUR SUPER SHOW 4 （2013年10月1日）
- SUPER JUNIOR WORLD TOUR IN SEOUL SUPER SHOW 5 （2014年12月4日）
- SUPER JUNIOR WORLD TOUR IN SEOUL SUPER SHOW 6 （2016年1月8日）

#### コラボ楽曲
- show me your love（2005年12月15日）Super Junior&東方神起 2005 SM TOWN 冬アルバム
- 06'SUMMER SMTOWN（2006年6月20日）2006 SM TOWN 夏アルバム
1. SMTOWN:태양은 가득히（太陽がいっぱい）(Red Sun)
3. Super Junior :Dancing Out
10. Super Junior :Smile
- 2006 Winter Smtown（2006年12月12日）2006 SM TOWN 冬アルバム
1. SMTOWN:Snow Dream
3. Super Junior :Tic! Toc!
5. Super Junior-K.R.Y.:그것뿐이에요（それだけです）(Just You)
- 2007 SUMMER SMTOWN（2007年） 2007 SM TOWN 夏 アルバム
2. SMTOWN:여행을 떠나요（旅に出よう）
3. Super Junior :행복（ヘンボク〈幸福〉）
4. BoA Feat.シンドン:이브의 경고（イヴの警告）
8. SMTOWN:조개껍질 묶어（貝殻を繋いで）
参加メンバー:BoA、東方神起（ジュンス・チャンミン）、天上智喜The Grace（Lina, Sunday）、Super Junior（リョウク・イェソン）
9. SMTOWN:Under The Sea

参加メンバー:チャン・リイン、天上智喜The Grace（Stephanie, Dana）、Super Junior（イトゥク・ヒチョル・ドンヘ・イェソン・リョウク・カンイン・ウニョク・ソンミン）
- 2007 WINTER SMTOWN ONLY LOVE（2007年12月7日）2007 SM TOWN 冬 アルバム
1. SMTOWN:사랑 하나죠（愛一つですよ）(Only Love)
4. Super Junior:첫눈이 와（初雪が降る）(First Snow)
- 東方神起４集 MIROTIC（2008年11月）
6. 소원（願い）(Wish)

参加メンバー:東方神起（ジュンス・チャンミン）、Super Junior（リョウク・キュヒョン）
- 2011 SMTOWN Winter 'The Warmest Gift'
1. Super Junior:Santa U Are The One with HENRY&ZHOUMI

#### OST
ユニット、個人参加作は各項を参照
- 2007年04月06日「H.I.T. -女性特別捜査官-」 O.S.T－SUPER JUNIOR『SUCCESS』
- 2007年04月06日「H.I.T. -女性特別捜査官-」 O.S.T－SUPER JUNIOR『H.I.T』
- 2007年07月27日「花美男（イケメン）連続ボム事件」O.S.T－SUPER JUNIOR『Wonder Boy』
- 2007年11月22日「愛をたずねて三千里」O.S.T－SUPER JUNIOR『Our Love(Drama Ver.)』
- 2010年10月08日「ある一日の物語」O.S.T－ソンミン、ウニョク、ドンへ、リョウク、キュヒョン『Angel』
- 2010年10月08日「ある一日の物語」O.S.T－ソンミン、ウニョク、ドンへ、リョウク、キュヒョン『Angel(Ballade Ver.)』
- 2010年12月15日「プレジデント」O.S.T－ソンミン、リョウク、キュヒョン『唇をかみしめ』
- 2010年12月21日「大丈夫 パパの娘だから」O.S.T Part.3－リョウク、ドンへ『Just Like Now』
- 2012年03月02日「華麗なる挑戦 スキップ・ビート!」O.S.T－SUPER JUNIOR-M『華麗的獨秀(S.O.L.O.)』
- 2012年03月02日「スキップ・ビート!|華麗なる挑戦 スキップ・ビート!」O.S.T－ドンヘ、ヘンリー『這是愛 (That's Love)』
- 2012年03月02日「スキップ・ビート!|華麗なる挑戦 スキップ・ビート!」O.S.T－チョウミ『不留紀念 (Goodbye)』

### 日本の作品

#### ソーシャルゲーム
- SUPER JUNIOR 〜YOU ARE MY HERO〜（2014年7月14日 - 2017年1月10日、App Store、Google Play Store、GREE）

## 単独公演

### SUPER SHOW
| 日程   | 日程       | 都市     | 開催地 |
| ------ | ---------- | -------- | ------ |
| 2008年 | 2月22~24日 | ソウル   | 韓国   |
| 2008年 | 7月12日    | バンコク | タイ   |
| 2008年 | 11月22日   | 上海     | 中国   |
| 2009年 | 1月3~4日   | ソウル   | 韓国   |
| 2009年 | 1月17~18日 | 南京     | 中国   |
| 2009年 | 3月7日     | 成都     | 中国   |

### SUPER SHOW 2
| 日程   | 日程        | 都市             | 開催地     |
| ------ | ----------- | ---------------- | ---------- |
| 2009年 | 7月17~19日  | ソウル           | 韓国       |
| 2009年 | 9月18日     | 香港             | 香港       |
| 2009年 | 10月18日    | 上海             | 中国       |
| 2009年 | 11月28~29日 | バンコク         | タイ       |
| 2009年 | 12月12日    | 南京             | 中国       |
| 2010年 | 1月23日     | 北京             | 中国       |
| 2010年 | 2月20~21日  | 台北             | 台湾       |
| 2010年 | 3月6~7日    | 上海             | 中国       |
| 2010年 | 3月20日     | クアラルンプール | マレーシア |
| 2010年 | 4月10日     | マニラ           | フィリピン |

### SUPER SHOW 3
| 日程   | 日程       | 都市             | 開催地       |
| ------ | ---------- | ---------------- | ------------ |
| 2010年 | 8月14~15日 | ソウル           | 韓国         |
| 2010年 | 8月28日    | 青島             | 中国         |
| 2010年 | 10月23日   | 北京             | 中国         |
| 2010年 | 11月13日   | 南京             | 中国         |
| 2010年 | 12月25日   | 広州             | 中国         |
| 2011年 | 1月15~16日 | バンコク         | タイ         |
| 2011年 | 1月29~30日 | シンガポール     | シンガポール |
| 2011年 | 2月26日    | マニラ           | フィリピン   |
| 2011年 | 3月5日     | 上海             | 中国         |
| 2011年 | 3月11~13日 | 台北             | 台湾         |
| 2011年 | 3月19日    | クアラルンプール | マレーシア   |
| 2011年 | 5月7日     | トゥーザウモット | ベトナム     |

| 日程   | 日程       | 都市 | 会場         |
| ------ | ---------- | ---- | ------------ |
| 2011年 | 2月18~20日 | 横浜 | 横浜アリーナ |

### SUPER SHOW 4
| 日程   | 日程        | 都市         | 開催地       |
| ------ | ----------- | ------------ | ------------ |
| 2011年 | 11月19~20日 | ソウル       | 韓国         |
| 2012年 | 2月2~5日    | 台北         | 台湾         |
| 2012年 | 2月18~19日  | シンガポール | シンガポール |
| 2012年 | 3月9~10日   | マカオ       | マカオ       |
| 2012年 | 3月16~18日  | バンコク     | タイ         |
| 2012年 | 4月6日      | パリ         | フランス     |
| 2012年 | 4月14日     | 上海         | 中国         |
| 2012年 | 4月27~29日  | ジャカルタ   | インドネシア |
| 2012年 | 5月26~27日  | ソウル       | 韓国         |

| 日程   | 日程        | 都市 | 会場         |
| ------ | ----------- | ---- | ------------ |
| 2011年 | 12月10~11日 | 大阪 | 京セラドーム |
| 2012年 | 5月12~13日  | 東京 | 東京ドーム   |

### SUPER SHOW 5
| 日程   | 日程       | 都市             | 開催地       |
| ------ | ---------- | ---------------- | ------------ |
| 2013年 | 3月23~24日 | ソウル           | 韓国         |
| 2013年 | 4月21日    | サンパウロ       | ブラジル     |
| 2013年 | 4月23日    | ブエノスアイレス | アルゼンチン |
| 2013年 | 4月25日    | サンティアゴ     | チリ         |
| 2013年 | 4月27日    | リマ             | ペルー       |
| 2013年 | 6月1~2日   | ジャカルタ       | インドネシア |
| 2013年 | 6月15~16日 | 香港             | 香港         |
| 2013年 | 7月6日     | シンガポール     | シンガポール |
| 2013年 | 8月3~4日   | バンコク         | タイ         |
| 2013年 | 8月10~12日 | 台北             | 台湾         |
| 2013年 | 8月24日    | 上海             | 中国         |
| 2013年 | 9月14日    | 広州             | 中国         |
| 2013年 | 10月24日   | マニラ           | フィリピン   |
| 2013年 | 11月7日    | メキシコシティ   | メキシコ     |
| 2013年 | 11月9日    | ロンドン         | イギリス     |
| 2013年 | 11月23日   | クアラルンプール | マレーシア   |
| 2013年 | 11月30日   | マカオ           | マカオ       |
| 2014年 | 2月22日    | 北京             | 中国         |

| 日程   | 日程        | 都市 | 会場         |
| ------ | ----------- | ---- | ------------ |
| 2013年 | 7月27~28日  | 東京 | 東京ドーム   |
| 2013年 | 11月15~16日 | 大阪 | 京セラドーム |

### SUPER SHOW 6
| 日程   | 日程        | 都市         | 開催地       |
| ------ | ----------- | ------------ | ------------ |
| 2014年 | 9月19~21日  | ソウル       | 韓国         |
| 2014年 | 11月8日     | 香港         | 香港         |
| 2014年 | 11月22日    | 北京         | 中国         |
| 2014年 | 11月29~30日 | 台北         | 台湾         |
| 2015年 | 1月10~11日  | バンコク     | タイ         |
| 2015年 | 2月7日      | 上海         | 中国         |
| 2015年 | 3月1日      | マカオ       | マカオ       |
| 2015年 | 3月29日     | 南京         | 中国         |
| 2015年 | 5月1日      | シンガポール | シンガポール |
| 2015年 | 5月3日      | タンゲラン   | インドネシア |
| 2015年 | 7月11~12日  | ソウル       | 韓国         |

| 日程   | 日程        | 都市 | 会場                |
| ------ | ----------- | ---- | ------------------- |
| 2014年 | 10月29~30日 | 東京 | 東京ドーム          |
| 2014年 | 12月5~7日   | 大阪 | 京セラドーム        |
| 2014年 | 12月20日    | 福岡 | 福岡ヤフオク!ドーム |

### SUPER SHOW 7
| 日程   | 日程           | 都市             | 開催地         |
| ------ | -------------- | ---------------- | -------------- |
| 2017年 | 12月15~17日    | ソウル           | 韓国           |
| 2018年 | 1月27日        | シンガポール     | シンガポール   |
| 2018年 | 1月28日        | バンコク         | タイ           |
| 2018年 | 2月10日        | 香港             | 香港           |
| 2018年 | 3月31日~4月1日 | 台北             | 台湾           |
| 2018年 | 4月20日        | ブエノスアイレス | アルゼンチン   |
| 2018年 | 4月22日        | リマ             | ペルー         |
| 2018年 | 4月24日        | サンティアゴ     | チリ           |
| 2018年 | 4月27日        | メキシコシティ   | メキシコ       |
| 2018年 | 5月12日        | マカオ           | マカオ         |
| 2018年 | 6月30日        | パサイ           | フィリピン     |
| 2018年 | 11月11日       | バンコク         | タイ           |
| 2019年 | 3月2~3日       | ソウル           | 韓国           |
| 2019年 | 6月15日        | ジャカルタ       | インドネシア   |
| 2019年 | 7月12日        | ジッダ           | サウジアラビア |

| 日程   | 日程             | 都市 | 会場       |
| ------ | ---------------- | ---- | ---------- |
| 2018年 | 11月30日~12月1日 | 東京 | 東京ドーム |

### SUPER SHOW 8：INFINITE TIME
一部コロナの影響で公演が中止となった。
| 日程   | 日程        | 都市             | 開催地       |
| ------ | ----------- | ---------------- | ------------ |
| 2019年 | 10月12~13日 | ソウル           | 韓国         |
| 2019年 | 11月23~24日 | バンコク         | タイ         |
| 2019年 | 12月15日    | パサイ           | フィリピン   |
| 2020年 | 1月11日     | タンゲラン       | インドネシア |
| 2020年 | 1月18~19日  | マカオ           | マカオ       |
| 2020年 | 3月1日      | クアラルンプール | マレーシア   |

| 日程   | 日程       | 都市 | 会場                       |
| ------ | ---------- | ---- | -------------------------- |
| 2019年 | 11月2~4日  | 埼玉 | さいたまスーパーアリーナ   |
| 2020年 | 2月7~9日   | 大阪 | 丸善インテックアリーナ大阪 |
| 2020年 | 2月15~16日 | 福岡 | マリンメッセ福岡           |
| 2020年 | 3月25~26日 | 埼玉 | さいたまスーパーアリーナ   |

### SUPER SHOW 9：ROAD
| 日程   | 日程        | 都市             | 開催地       |
| ------ | ----------- | ---------------- | ------------ |
| 2022年 | 7月15~17日  | ソウル           | 韓国         |
| 2022年 | 7月30~31日  | バンコク         | タイ         |
| 2022年 | 9月3日      | シンガポール     | シンガポール |
| 2022年 | 9月17日     | タンゲラン       | インドネシア |
| 2022年 | 10月10日    | クアラルンプール | マレーシア   |
| 2022年 | 11月19~20日 | 香港             | 香港         |
| 2022年 | 11月25~27日 | 台北             | 台湾         |
| 2022年 | 12月17~18日 | マニラ           | フィリピン   |
| 2023年 | 2月7日      | サンティアゴ     | チリ         |
| 2023年 | 2月9日      | サンパウロ       | ブラジル     |
| 2023年 | 2月11日     | リマ             | ペルー       |
| 2023年 | 2月14~15日  | メキシコシティ   | メキシコ     |
| 2023年 | 3月11日     | ホーチミン       | ベトナム     |
| 2023年 | 4月15~16日  | ソウル           | 韓国         |

| 日程   | 日程       | 都市 | 会場           |
| ------ | ---------- | ---- | -------------- |
| 2023年 | 3月18~19日 | 埼玉 | ベルーナドーム |

### SUPER SHOW SPIN-OFF: Halftime
| 日程   | 日程       | 都市             | 開催地       |
| ------ | ---------- | ---------------- | ------------ |
| 2024年 | 6月22~23日 | ソウル           | 韓国         |
| 2024年 | 7月6~7日   | バンコク         | タイ         |
| 2024年 | 7月14日    | シンガポール     | シンガポール |
| 2024年 | 7月28日    | ホーチミン       | ベトナム     |
| 2024年 | 8月3日     | クアラルンプール | マレーシア   |
| 2024年 | 8月16~18日 | 台北             | 台湾         |
| 2024年 | 9月6~7日   | 香港             | 香港         |
| 2024年 | 9月14日    | ジャカルタ       | インドネシア |

### SUPER SHOW 10
| 日程   | 日程        | 都市             | 開催地       |
| ------ | ----------- | ---------------- | ------------ |
| 2025年 | 8月23~24日  | ソウル           | 韓国         |
| 2025年 | 9月5~6日    | 香港             | 香港         |
| 2025年 | 9月13日     | ジャカルタ       | インドネシア |
| 2025年 | 10月4日     | マニラ           | フィリピン   |
| 2025年 | 10月12日    | メキシコシティ   | メキシコ     |
| 2025年 | 10月14日    | モンテレイ       | メキシコ     |
| 2025年 | 10月16日    | リマ             | ペルー       |
| 2025年 | 10月18日    | サンティアゴ     | チリ         |
| 2025年 | 11月15~16日 | 台北             | 台湾         |
| 2025年 | 11月29~30日 | バンコク         | タイ         |
| 2026年 | 1月3日      | シンガポール     | シンガポール |
| 2026年 | 1月10~11日  | マカオ           | マカオ       |
| 2026年 | 1月17日     | クアラルンプール | マレーシア   |
| 2026年 | 1月24日     | 高雄             | 台湾         |

| 日程   | 日程        | 都市 | 会場           |
| ------ | ----------- | ---- | -------------- |
| 2025年 | 12月13~14日 | 愛知 | Aichi Sky Expo |
| 2026年 | 3月7~8日    | 埼玉 | ベルーナドーム |

### 日本ファンミーティング・イベント
| 日程   | 日程        | 公演名                                                       | 公演数 | 都市 | 会場                           |
| ------ | ----------- | ------------------------------------------------------------ | ------ | ---- | ------------------------------ |
| 2008年 | 7月8日      | SUPER JUNIOR 1st PREMIUM EVENT in JAPAN                      | 1公演  | 東京 | 日本武道館                     |
| 2008年 | 7月9日      | SUPER JUNIOR 大・名刺交換会、大・タッチ会                    | 2部    | 東京 | 日本武道館                     |
| 2008年 | 12月13日    | 『Marry U』発売記念イベント                                  | 2部    | 東京 | お台場 Venus Fort              |
| 2009年 | 8月1~2日    | SUPER JUNIOR PREMIUM LIVE IN JAPAN                           | 3公演  | 東京 | 東京国際フォーラム             |
| 2012年 | 8月24日     | E.L.F-JAPAN FANMEETING 2012                                  | 2公演  | 横浜 | 赤レンガパーク特設野外ステージ |
| 2013年 | 9月26~27日  | さわGO!はしゃGO!盛り上がりまSHOW! E.L.F. JAPAN FESTIVAL 2013 | 4公演  | 埼玉 | さいたまスーパーアリーナ       |
| 2015年 | 2月26~27日  | E.L.F-JAPAN FESTIVAL 2015 ｢SWEET E.L.F DAY｣                  | 4公演  | 横浜 | 横浜アリーナ                   |
| 2016年 | 1月8~10日   | SUPER JUNIOR Special Event "SUPER CAMP"                      | 5公演  | 東京 | 有明コロシアム                 |
| 2016年 | 6月10~11日  | SUPER JUNIOR Special Event "SUPER CAMP"                      | 4公演  | 大阪 | インテックス大阪               |
| 2017年 | 10月24~25日 | SUPER JUNIOR E.L.F-JAPAN FESTIVAL 2017 ~SUPER SPORTS DAY~    | 4公演  | 横浜 | 横浜アリーナ                   |
| 2019年 | 6月20~21日  | SUPER JUNIOR E.L.F-JAPAN FESTIVAL 2019 ~SJ SCHOOL~           | 4公演  | 東京 | 日本武道館                     |
| 2021年 | 4月25日     | E.L.F-JAPAN 10th Anniversary ~The SUPER Blue Party~          | -      | -    | オンライン                     |
| 2022年 | 4月2~4日    | SUPER JUNIOR Japan Special Event 2022 ~Return of the KING~   | 3公演  | 埼玉 | さいたまスーパーアリーナ       |
| 2024年 | 1月20~21日  | SUPER JUNIOR JAPAN Special Event 2024 ~Blue World~           | 2公演  | 埼玉 | さいたまスーパーアリーナ       |

## イベント出演
| 出演日 | 出演日      | イベント                                                  | 開催地         | 会場                                      |
| ------ | ----------- | --------------------------------------------------------- | -------------- | ----------------------------------------- |
| 2005年 | 11月27日    | 2005 Mnet KM Music Video Festival                         | 韓国           | オリンピック体操競技場                    |
| 2006年 | 11月25日    | 2006 Mnet KM Music Festival                               | 韓国           | オリンピック体操競技場                    |
| 2007年 | 1月6日      | 第2回 K-POP Super Live in さいたま                        | 日本           | さいたまスーパーアリーナ                  |
| 2007年 | 5月5日      | The 5th Korean Music Festival                             | アメリカ       | Hollywood Bowl                            |
| 2007年 | 8月5日      | M countdown in Japan 2007                                 | 日本           | 東京国際フォーラム                        |
| 2007年 | 9月22日     | 2007 Asia Song Festival                                   | 韓国           | ソウルワールドカップ競技場                |
| 2007年 | 11月17日    | 2007 Mnet KM Music Festival                               | 韓国           | 蚕室室内体育館                            |
| 2007年 | 12月14日    | 第22回 ゴールデンディスクアワード                         | 韓国           | オリンピックホール                        |
| 2008年 | 8月15日     | SMTOWN LIVE '08 in SEOUL                                  | 韓国           | 蚕室総合運動場 メインスタジアム           |
| 2008年 | 9月13日     | SMTOWN LIVE '08 in SHANGHAI                               | 中国           | 上海体育館                                |
| 2009年 | 1月31日     | 第3回 K-POP Super Live                                    | 日本           | 東京国際フォーラム ホールA                |
| 2009年 | 2月7日      | SMTOWN LIVE '08 in BANGKOK                                | タイ           | ラジャマンガラ国立競技場                  |
| 2009年 | 4月18日     | 第7回 ロッテファミリーコンサート                          | 韓国           | 体操競技場                                |
| 2009年 | 9月19日     | 2009 Asia Song Festival                                   | 韓国           | ソウルワールドカップ競技場                |
| 2009年 | 12月10日    | 第24回 ゴールデンディスクアワード                         | 韓国           | ソウルオリンピック公園                    |
| 2009年 | 12月16日    | 2009 Melon Music Awards                                   | 韓国           | オリンピックホール                        |
| 2010年 | 2月3日      | 第19回 ソウル歌謡大賞                                     | 韓国           | オリンピックフェンシング競技場            |
| 2010年 | 3月27日     | MTV EXIT Concert in Hanoi                                 | ベトナム       | My Dinh Stadium                           |
| 2010年 | 8月21日     | SMTOWN LIVE '10 WORLD TOUR in SEOUL                       | 韓国           | オリンピック競技場                        |
| 2010年 | 9月4日      | SMTOWN LIVE '10 WORLD TOUR in L.A.                        | アメリカ       | ステイプルズセンター                      |
| 2010年 | 9月11日     | SMTOWN LIVE '10 WORLD TOUR in SHANGHAI                    | 中国           | ホンコオジム                              |
| 2010年 | 12月9日     | 第25回 ゴールデンディスクアワード                         | 韓国           | 高麗大学 化汀体育館                       |
| 2010年 | 12月15日    | 2010 Melon Music Awards                                   | 韓国           | 慶煕大学 平和の殿堂                       |
| 2011年 | 1月25~26日  | SMTOWN LIVE in TOKYO                                      | 日本           | 国立代々木競技場 第一体育館               |
| 2011年 | 5月15日     | The 4th K-POP Super Live                                  | 日本           | 幕張メッセ イベントホール                 |
| 2011年 | 6月10~11日  | SMTOWN LIVE '11 WORLD TOUR in PARIS                       | フランス       | ZENITH de Paris                           |
| 2011年 | 9月2~4日    | SMTOWN LIVE in TOKYO Special Edition                      | 日本           | 東京ドーム                                |
| 2011年 | 10月15日    | 2011 Asia Song Festival                                   | 韓国           | 大邱スタジアム                            |
| 2011年 | 10月23日    | SMTOWN LIVE '11 WORLD TOUR                                | アメリカ       | マディソンスクエアガーデン                |
| 2011年 | 11月24日    | 2011 Melon Music Awards                                   | 韓国           | オリンピック体操競技場                    |
| 2011年 | 11月26日    | MO.A 2011 in Kaohsiung                                    | 台湾           | 高雄アリーナ                              |
| 2011年 | 11月29日    | 2011 Mnet Asian Music Awards                              | シンガポール   | シンガポールインドアスタジアム            |
| 2012年 | 1月11日     | 第26回 ゴールデンディスクアワード                         | 日本           | 京セラドーム                              |
| 2012年 | 1月19日     | 第21回 ソウル歌謡大賞                                     | 韓国           | オリンピック体操競技場                    |
| 2012年 | 3月15日     | KBS-VTVコンサート                                         | ベトナム       | ハノイ市国家会議センター                  |
| 2012年 | 5月20日     | SMTOWN LIVE WORLD TOUR Ⅲ                                  | アメリカ       | アナハイムホンダセンター                  |
| 2012年 | 6月9日      | SMTOWN LIVE WORLD TOUR Ⅲ                                  | 台湾           | 新竹県立体育館                            |
| 2012年 | 8月4~5日    | SMTOWN LIVE WORLD TOUR Ⅲ in TOKYO                         | 日本           | 東京ドーム                                |
| 2012年 | 8月18日     | SMTOWN LIVE WORLD TOUR Ⅲ in SEOUL                         | 韓国           | 蚕室総合運動場 メインスタジアム           |
| 2012年 | 8月25日     | a-nation 2012 stadium fes.                                | 日本           | 味の素スタジアム                          |
| 2012年 | 9月22日     | SMTOWN LIVE WORLD TOUR Ⅲ in JAKARTA                       | インドネシア   | Stadion Utama Gelora Bung Karno           |
| 2012年 | 11月25日    | SMTOWN LIVE WORLD TOUR Ⅲ in BANGKOK                       | タイ           | SCGスタジアム                             |
| 2012年 | 11月30日    | 2012 Mnet Asian Music Awards                              | 香港           | 香港コンベンション&エキシビションセンター |
| 2013年 | 1月15日     | 第27回 ゴールデンディスクアワード                         | マレーシア     | セパン・インターナショナル・サーキット    |
| 2013年 | 1月31日     | 第22回 ソウル歌謡大賞                                     | 韓国           | オリンピックハンドボール競技場            |
| 2013年 | 8月25日     | a-nation 2013 stadium fes.                                | 日本           | 長居スタジアム                            |
| 2013年 | 8月31日     | a-nation 2013 stadium fes.                                | 日本           | 味の素スタジアム                          |
| 2013年 | 10月19日    | SMTOWN LIVE WORLD TOUR Ⅲ in BEIJING                       | 中国           | 国家体育場                                |
| 2013年 | 10月26~27日 | SMTOWN LIVE WORLD TOUR Ⅲ in TOKYO Special Edition         | 日本           | 東京ドーム                                |
| 2014年 | 8月15日     | SMTOWN LIVE WORLD TOUR Ⅳ in SEOUL                         | 韓国           | ソウルワールドカップ競技場                |
| 2014年 | 10月4~5日   | SMTOWN LIVE WORLD TOUR Ⅳ in TOKYO                         | 日本           | 味の素スタジアム                          |
| 2014年 | 10月18日    | SMTOWN LIVE WORLD TOUR Ⅳ SHANGHAI                         | 中国           | 上海体育館                                |
| 2015年 | 1月22日     | 第24回 ソウル歌謡大賞                                     | 韓国           | オリンピック体操競技場                    |
| 2015年 | 3月21日     | SMTOWN LIVE WORLD TOUR Ⅳ                                  | 台湾           | 新竹県立体育館                            |
| 2015年 | 7月5~6日    | SMTOWN LIVE WORLD TOUR Ⅳ in JAPAN Special Edition         | 日本           | 東京ドーム                                |
| 2015年 | 7月25~26日  | SMTOWN LIVE WORLD TOUR Ⅳ in JAPAN Special Edition         | 日本           | 京セラドーム                              |
| 2015年 | 8月1日      | KCON 2015 USA (M COUNTDOWN Feelz in LA)                   | アメリカ       | ステイプルズセンター                      |
| 2015年 | 8月29日     | a-nation island & stadium fes.2015                        | 日本           | 味の素スタジアム                          |
| 2016年 | 1月21日     | 第30回 ゴールデンディスクアワード                         | 韓国           | 慶煕大学 平和の殿堂                       |
| 2016年 | 7月16~17日  | SMTOWN LIVE TOUR Ⅴ in JAPAN                               | 日本           | 京セラドーム                              |
| 2016年 | 8月13~14日  | SMTOWN LIVE TOUR Ⅴ in JAPAN                               | 日本           | 東京ドーム                                |
| 2017年 | 7月8日      | SMTOWN LIVE WORLD TOUR Ⅵ in SEOUL                         | 韓国           | ソウルワールドカップ競技場                |
| 2017年 | 7月15~16日  | SMTOWN LIVE WORLD TOUR Ⅵ in JAPAN                         | 日本           | 京セラドーム                              |
| 2017年 | 7月27~28日  | SMTOWN LIVE WORLD TOUR Ⅵ in JAPAN                         | 日本           | 東京ドーム                                |
| 2017年 | 11月15日    | 2017 Asia Artist Awards                                   | 韓国           | 蚕室室内体育館                            |
| 2017年 | 12月1日     | 2017 Mnet Asian Music Awards                              | 香港           | AsiaWorld-Expo                            |
| 2018年 | 1月11日     | 第32回 ゴールデンディスクアワード                         | 韓国           | KINTEX                                    |
| 2018年 | 1月25日     | 第27回 ソウル歌謡大賞                                     | 韓国           | 高尺スカイドーム                          |
| 2018年 | 2月24日     | 2018平昌冬季五輪記念 K-POPワールドフェスタ                | 韓国           | 原州大学運動場                            |
| 2018年 | 4月6日      | SMTOWN LIVE WORLD TOUR Ⅵ                                  | ドバイ         | Autism Rocks Arena                        |
| 2018年 | 6月23日     | KCON 2018 NY                                              | アメリカ       | プルデンシャルセンター                    |
| 2018年 | 7月28~30日  | SMTOWN LIVE 2018 in OSAKA                                 | 日本           | 京セラドーム                              |
| 2018年 | 8月19日     | a-nation 2018                                             | 日本           | ヤンマースタジアム長居                    |
| 2018年 | 9月2日      | 第18回 アジア競技大会 閉会式                              | インドネシア   | Gelora Bung Karno Stadium                 |
| 2019年 | 1月18~19日  | SMTOWN LIVE - SPECIAL STAGE in SANTIAGO                   | チリ           | ESTADIO NACIONAL                          |
| 2019年 | 1月26日     | 第14回 KKBOX MUSIC AWARD                                  | 台湾           | 台北アリーナ                              |
| 2019年 | 3月28日     | 2019 Monster K-pop concert                                | 台湾           | 台北アリーナ                              |
| 2019年 | 3月29日     | V Heartbeat Live Music in Vietnam                         | ベトナム       | NHA HAT HOABINH                           |
| 2019年 | 4月24日     | U+5G THE FACT MUSIC AWARDS                                | 韓国           | 仁川南洞体育館                            |
| 2019年 | 4月27日     | The 17th KOREA TIMES MUSIC FESTIVAL "HOLLYWOOD BOWL 2019" | アメリカ       | Hollywood Bowl                            |
| 2019年 | 5月26日     | Hallyu Pop Fest 2019                                      | シンガポール   | シンガポールインドアスタジアム            |
| 2019年 | 8月3~5日    | SMTOWN LIVE 2019 in TOKYO                                 | 日本           | 東京ドーム                                |
| 2019年 | 8月24日     | 2019 K-WORLD FESTA                                        | 韓国           | オリンピック体操競技場                    |
| 2019年 | 9月21日     | 2019 K-FLOW2 Concert in TAIWAN                            | 台湾           | 林口体育館                                |
| 2019年 | 11月10日    | KAMP Singapore 2019                                       | シンガポール   | シンガポールインドアスタジアム            |
| 2019年 | 11月26日    | 2019 Asia Artist Awards                                   | ベトナム       | ミーディン国立競技場                      |
| 2020年 | 1月30日     | 第29回 ソウル歌謡大賞                                     | 韓国           | 高尺スカイドーム                          |
| 2020年 | 8月29日     | a-nation online 2020                                      | -              | オンライン                                |
| 2020年 | 11月28日    | 2020 Asia Artist Awards                                   | -              | オンライン                                |
| 2020年 | 12月12日    | 2020 THE FACT MUSIC AWARDS                                | -              | オンライン                                |
| 2021年 | 1月1日      | SMTOWN LIVE CULTURE HUMANITY                              | -              | オンライン                                |
| 2021年 | 10月2日     | 2021 THE FACT MUSIC AWARDS                                | -              | オンライン                                |
| 2022年 | 1月1日      | SMTOWN LIVE 2022 SMCU EXPRESS @KWANGYA                    | -              | オンライン                                |
| 2022年 | 8月20日     | SMTOWN LIVE 2022 SMCU EXPRESS @HUMAN CITY SUWON           | 韓国           | 水原ワールドカップ競技場                  |
| 2022年 | 8月27~29日  | SMTOWN LIVE 2022 SMCU EXPRESS @TOKYO                      | 日本           | 東京ドーム                                |
| 2022年 | 10月15日    | KAMP LA 2022                                              | アメリカ       | Rose Bowl stadium                         |
| 2023年 | 1月1日      | SMTOWN LIVE 2023 SMCU PALACE @KWANGYA                     | -              | オンライン                                |
| 2023年 | 9月23日     | SMTOWN LIVE 2023 SMCU PALACE @JAKARTA                     | インドネシア   | Gelora Bung Karno Stadium                 |
| 2023年 | 10月7日     | KCON Saudi Arabia 2023                                    | サウジアラビア | The Boulevard Riyadh City                 |
| 2024年 | 2月21~22日  | SMTOWN LIVE 2024 SMCU PALACE @TOKYO                       | 日本           | 東京ドーム                                |
| 2025年 | 1月11~12日  | SMTOWN LIVE 2025 in SEOUL                                 | 韓国           | 高尺スカイドーム                          |

## メディア出演

### 映画
- 『花美男（イケメン）連続ボム事件』（2007年7月26日公開）
- 『SUPER SHOW3 3D』（2011年2月24日公開）
- 『I AM.』（2012年6月2日公開）

### テレビ番組
- KMTV『Super Junior show』（2005年12月6日 - 2006年5月22日）
- SBS『2005 SBS歌謡大祭典』（2005年12月27日）
- Mnet『ミステリー追跡6』（2006年3月30日 - 2006年5月4日）
- SBS『Super Juniorのフルハウス』（2006年5月27日 - 2006年8月12日）
- Mnet『対決!Super Juniorの自作劇』（2006年8月16日 - 2006年9月13日）
- SBS『2006 SBS歌謡大祭典』（2006年12月29日）
- SBS『人体探検隊』（2007年11月11日 - 2008年2月3日）
- SBS『スターキング』（2007年3月31日、5月12日、10月13日）
- SBS『2007 SBS歌謡大祭典』（2007年12月29日）
- SBS『2008 SBS歌謡大祭典』（2008年12月29日）
- SBS『親友ノート』（2009年）
- KBS『余裕満々』（2009年6月10日）
- SBS『強心臓』イトゥク・シンドン・ウニョク
- MBC『ユ＆キムの遊びにおいで』（2009年）
- MBC『今晩泊めて』（2009年）
- SBS『2009 SBS歌謡大祭典』（2009年12月29日）
- KMTV『美少年ダイアリー』
- MBC『黄金漁場－ラジオスター』（2010年9月23日）
- MBC『アイドルスター陸上選手権大会2010』（2010年9月25日）
- MBC『スーパージュニアの先見の明』（2010年12月8日 - 2011年3月30日）
- SBS『2010 SBS歌謡大祭典』（2010年12月29日）
- SBS『アイドルの帝王』（2011年2月2日）ウニョク・ドンヘ
- SBS『強心臓』（2011年8月23、30日）
- KBS『アニョハセヨ』（2011年9月12日）シンドン・ウニョク・ドンヘ・キュヒョン
- KBS『ドリームチーム』（2011年）
- SBS『2011 SBS歌謡大祭典』（2011年12月29日）
- KBS『2011 KBS歌謡祭』（2011年12月30日）
- MBC『2011 MBC歌謡大祭典』（2011年12月31日）
- tvN『SNLコリア』（2012年7月14日）
- KBS『スター人生劇場』（2012年）
- MBC『チュ・ビョンジンのトークコンサート』（2012年）イトゥク・ウニョク
- MBC『SUPER JUNIOR、K-POPの伝説を夢見る』（2012年）
- JTBC『神話放送』（2012年9月22、29日）
- KBS『2012 KBS歌謡祭』（2012年12月29日）
- MBC『2012 MBC歌謡大祭典』（2012年12月31日）
- JTBC『アブノーマル会談』（2014年）ウニョク・キュヒョン
- MBC『スーパージュニアのある素敵な日』（2014年12月31日）イトゥク・ウニョク・ドンヘ
- MBC every 1 『シン・ドンヨプとバチェラーパーティー』（2015年）カンイン・ウニョク
- JTBC『知ってるお兄さん』（2017年11月4日）[223]
- SBS『ランニングマン』（2017年11月12日）
- MBC every1『週刊アイドル』（2017年11月15日）
- XtvN『Super TV』（2018年1月~4月）[224]
- XtvN『Super TV 2』（2018年6月~8月）[225]
- JTBC『ステージK』（2019年4月21日）
- JTBC『知ってるお兄さん』（2019年10月12日）[226]
- JTBC『アイドルルーム』（2019年10月15日）
- JTBC『ランウェーブ』（2019年10月27日）
- tvN『君の声が見える7』（2020年1月31日）
- MBC every1『週刊アイドル』（2020年12月9,16日）
- JTBC『知ってるお兄さん』（2020年12月12日）[227]
- SBS『靴を脱いでドルシングフォーマン』（2022年3月15日）
- NHK『ハングルッ!ナビ』（2022年4月）マンスリーゲスト
- JTBC『知ってるお兄さん』（2022年12月24日）[228]
- SBS『アラフォー息子の成長日記（原題：みにくいうちの子）』（2022年12月25日）
- JTBC『SUPER JUNIORのランプの騎手』（2023年9月~10月）[229]
- MBC『ラジオスター』（2024年3月27日）[230]

### 動画配信サービス
- Disney+『SUPER JUNIOR: THE LAST MAN STANDING』（2023年）[231]

### ラジオ
- KBS Cool FM『Kiss the radio』（2006年8月21日 - ） - イトゥク・ウニョク→イェソン→ソンミン、リョウクに変更

### MV
- チャン・リーイン feat.東方神起 シアジュンス『Timeless』（2006年）
- Magolpy『飛行少女』（2007年）

### 雑誌
- 『Junior』- 2011年9月号
- 『HOT CHILI PAPER』vol.67 - 2011年10月
- 『ASTA TV』- 2011年12月号
- 『ViVi』- 2012年2月号[232]
- 『anan』- 2012年5月 表紙モデル[233]
- 『ASTA TV』- 2012年5月号 表紙モデル
- 『@star1』vol.5 - 2012年7月 表紙モデル
- 『HIGH CUT』vol.88 - 2012年10月号 表紙モデル
- 『Junior』- 2012年12月号 表紙モデル
- 『Date with』- 2013年7月号
- 『starM』- 2015年1月号
- 『anan』- 2018年11月 表紙モデル[234][235]
- 『15a20』- 2018年12月 表紙モデル[236]
- 『OUT of MUSIC』vol.65 - 2020年1月[237]
- 『with』- 2020年3月号[238]

## コラボ・タイアップ

### コラボ
- ユニリーバ「LUX」（2021年）[239]
- KOSÉ「米肌」（2022年）

### タイアップ
| 起用年 | 曲名             | タイアップ                                                       |
| ------ | ---------------- | ---------------------------------------------------------------- |
| 2011年 | 美人 (BONAMANA)  | サークルKサンクス CMソング                                       |
| 2012年 | Opera            | フジテレビ系「志村劇場」5月度エンディングテーマ                  |
| 2013年 | Blue World       | 日本テレビ系「ミュージックドラゴン」12月度エンディングテーマ     |
| 2013年 | Blue World       | 日本テレビ系「フットンダ」12月度エンディングテーマ               |
| 2013年 | Blue World       | 日本テレビ「それゆけ！ゲームパンサー！」12月度エンディングテーマ |
| 2014年 | MAMACITA -AYAYA- | 日本テレビ系「今夜くらべてみました」12月度エンディングテーマ     |
| 2015年 | Devil            | TBS系「王様のブランチ」12~翌年1月度エンディングテーマ            |

## ユニット
- SUPER JUNIOR-K.R.Y.（2006年 - ）
- SUPER JUNIOR-T（2007年 - 2008年）
- SUPER JUNIOR-M（2008年 - 2015年）
- SUPER JUNIOR-Happy（2008年）
- SUPER JUNIOR-D&E（2011年 - ）
- SUPER JUNIOR-L.S.S.（2022年 - ）